# Villarejo de Montalbán
Villarejo de Montalbán község Spanyolországban, Toledo tartományban. Villarejo de Montalbán La Puebla de Montalbán, San Martín de Montalbán, Navahermosa, Los Navalmorales, San Martín de Pusa, Malpica de Tajo és El Carpio de Tajo községekkel határos. Lakosainak száma 78 fő (2024).

## Népesség
A település népessége az utóbbi években az alábbiak szerint változott:
| Lakosok száma | 93   | 78   | 70   | 73   | 71   | 76   | 82   | 74   | 75   | 78   |
|               | 2001 | 2004 | 2007 | 2009 | 2012 | 2014 | 2017 | 2019 | 2022 | 2024 |